# Communauté de communes en Bocage Bourbonnais
Ne doit pas être confondu avec la nouvelle communauté de communes du Bocage Bourbonnais.
La communauté de communes en Bocage Bourbonnais est une ancienne communauté de communes française, située dans le département de l'Allier en région Auvergne-Rhône-Alpes.

## Historique

Ancien logo.

À la suite de la loi relative au renforcement et à la simplification de la coopération intercommunale du 12 juillet 1999, la communauté de communes en Bocage Bourbonnais a été créée le 1er janvier 2004 à partir de dix communes appartenant à deux syndicats intercommunaux et une commune isolée : six communes du syndicat intercommunal du Pays de Bourbon, quatre du Pays de Souvigny, ainsi que la commune isolée de Louroux-Bourbonnais.
Le projet de schéma départemental de coopération intercommunale (SDCI) de l'Allier, dévoilé en octobre 2015, imposait le remaniement de toutes les structures intercommunales du département, en n'en maintenant aucune sous sa forme actuelle. Une fusion avec la communauté de communes Bocage Sud était proposée ; elle formera une structure composée de vingt-cinq communes, pour une population d'environ 14 000 habitants, inférieure au seuil préconisé par la loi no 2015-991 du 7 août 2015 portant nouvelle organisation territoriale de la République de 15 000 habitants mais permise par la faible densité (19,1 habitants par kilomètre carré).
Adopté en mars 2016, le SDCI ne modifie pas ce périmètre. La fusion des deux intercommunalités est prononcée par un arrêté préfectoral du 8 décembre 2016 ; la nouvelle structure intercommunale porte le nom de « du Bocage Bourbonnais ».

### Liste des présidents
| Période                                  | Période | Identité           | Étiquette | Qualité |
| ---------------------------------------- | ------- | ------------------ | --------- | --- |
| Les données manquantes sont à compléter. |         |                    |           | |
| 2003 ?                                   | 2014    | Xavier Boudot      | PCF       | Conseiller municipal de Bourbon-l'Archambault                                                                 |
| 2014                                     | 2016    | Jean-Paul Dufrègne | PCF       | Président du conseil général de l'Allier (2008-2015) Maire (1995-2008), puis adjoint au maire de Saint-Menoux |

## Territoire communautaire

### Géographie
La communauté de communes en Bocage Bourbonnais est située au nord du département de l'Allier.
Elle jouxte la communauté d'agglomération de Moulins à l'est et les communautés de communes Bocage Sud au sud-est, de la Région de Montmarault au sud-ouest, du Pays de Tronçais au nord-ouest et du Pays de Lévis en Bocage Bourbonnais au nord.
Le territoire communautaire est éloigné des axes routiers nationaux. Un accès à l'autoroute A71 est proposé par les routes départementales 953 et 94 en direction de Cosne-d'Allier et de Montluçon (A714). La route départementale 953 permet d'atteindre l'agglomération moulinoise à partir de Saint-Menoux (Moulins et Souvigny).

### Composition
La communauté de communes est composée des onze communes suivantes :
| Nom                           | Code Insee | Gentilé                 | Superficie (km2) | Population (dernière pop. légale) | Densité (hab./km2) |
| ----------------------------- | ---------- | ----------------------- | ---------------- | --------------------------------- | ------------------ |
| Bourbon-l'Archambault (siège) | 03036      | Bourbonnais             | 54,84            | 2 558 (2014)                      | 47                 |
| Agonges                       | 03002      | Agongeois               | 24,10            | 328 (2014)                        | 14                 |
| Autry-Issards                 | 03012      | Issardiens              | 19,45            | 336 (2014)                        | 17                 |
| Buxières-les-Mines            | 03046      | Buxiérois               | 46,95            | 1 060 (2014)                      | 23                 |
| Franchesse                    | 03117      | Franchessois            | 40,24            | 459 (2014)                        | 11                 |
| Louroux-Bourbonnais           | 03150      | Lourouziens Bourbonnais | 33,02            | 242 (2014)                        | 7,3                |
| Saint-Aubin-le-Monial         | 03218      | Saint-Aubinois          | 21,63            | 270 (2014)                        | 12                 |
| Saint-Menoux                  | 03247      | Ménulphiens             | 27,62            | 997 (2014)                        | 36                 |
| Saint-Plaisir                 | 03251      | Saint-Plaisirois        | 52,54            | 392 (2014)                        | 7,5                |
| Vieure                        | 03312      | Vieurois                | 29,81            | 273 (2014)                        | 9,2                |
| Ygrande                       | 03320      | Ygrandais               | 52,71            | 779 (2014)                        | 15                 |

### Démographie
| 1968  | 1975  | 1982  | 1990  | 1999  | 2008  | 2013  |
| ----- | ----- | ----- | ----- | ----- | ----- | ----- |
| 9 623 | 8 436 | 8 292 | 8 043 | 7 814 | 7 733 | 7 751 |

| Hommes | Classe d’âge | Femmes |
| ------ | ------------ | ------ |
| 0,9    | 90 ans ou +  | 3,5    |
| 10,1   | 75 à 89 ans  | 14     |
| 21,3   | 60 à 74 ans  | 20,1   |
| 22,3   | 45 à 59 ans  | 20,7   |
| 16,5   | 30 à 44 ans  | 15,8   |
| 13     | 15 à 29 ans  | 10,8   |
| 16     | 0 à 14 ans   | 15,1   |

| Hommes | Classe d’âge | Femmes |
| ------ | ------------ | ------ |
| 0,7    | 90 ans ou +  | 1,9    |
| 9,6    | 75 à 89 ans  | 14,1   |
| 18,1   | 60 à 74 ans  | 18,5   |
| 21,6   | 45 à 59 ans  | 20,6   |
| 17,9   | 30 à 44 ans  | 16,7   |
| 15,3   | 15 à 29 ans  | 13,4   |
| 16,8   | 0 à 14 ans   | 14,9   |

## Administration

### Siège
La communauté de communes siège à Bourbon-l'Archambault.

### Les élus
La communauté de communes est gérée par un conseil communautaire composé de trente membres représentant chacune des communes membres et élus habituellement pour une durée de six ans. Ils sont répartis comme suit,, :
| Nombre de délégués | Communes                         |
| ------------------ | -------------------------------- |
| 8                  | Bourbon-l'Archambault            |
| 3                  | Buxières-les-Mines, Saint-Menoux |
| 2                  | Autres communes                  |

### Présidence
Un conseil communautaire, tenu en 2014, a élu Jean-Paul Dufrègne et désigné quatre vice-présidents :
1. Gérard Vernis, maire de Franchesse ;
2. Brigitte Olivier, conseillère municipale de Buxières-les-Mines ;
3. Pierre Thomas, maire d'Ygrande ;
4. Jean-Luc Jeanton, conseiller municipal de Bourbon-l'Archambault.

### Compétences
La communauté de communes possède les compétences obligatoires du développement économique (aménagement, gestion et entretien ; toute zone d'activités de superficie supérieure à un hectare) et touristique et de l'aménagement de l'espace (toute zone d'aménagement concerté de plus d'un hectare ; charte architecturale et paysage ; SCOT).
Elle exerce deux compétences optionnelles, celles de la politique du logement et du cadre de vie, ainsi que « la protection et la mise en valeur de l'environnement ».
Enfin, elle a choisi quatre compétences facultatives : coopération internationale, gestion des ordures ménagères, enfance et jeunesse, transport.

### Régime fiscal et budget
Le budget 2014 s'élevait à 469 585 € en investissement et à 1 510 977 € en fonctionnement.

## Projets et réalisations
- Zone d'activités économiques du « Pont des Chèvres » à Bourbon-l'Archambault. Un centre de contrôle technique et une entreprise de menuiserie sont implantés[12].

### Sources
- SPLAF (Site sur la Population et les Limites Administratives de la France)
- BANATIC (Base Nationale sur l'Intercommunalité)
- Dossier statistique sur le site de l'Insee